# Hiroki Mawatari
Hiroki Mawatari (jap. 馬渡 洋樹, Mawatari Hiroki; * 16. August 1994 in der Präfektur Fukuoka) ist ein japanischer Fußballspieler. 

## Karriere
Hiroki Mawatari erlernte das Fußballspielen in der Schulmannschaft der Higashi Fukuoka High School sowie in der Mannschaft des National Institute of Fitness and Sports Kanoya. Seinen ersten Profivertrag unterschrieb er 2017 beim Ehime FC. Der Verein aus Matsuyama, einer Stadt auf der Insel Shikoku, spielte in der zweithöchsten Liga des Landes, der J2 League. Von Juli 2019 bis Januar 2020 wurde er an den Erstligisten Kawasaki Frontale ausgeliehen. Nach der Ausleihe wurde er von Frontale fest verpflichtet. Direkt im Anschluss wurde er an den Zweitligisten Fagiano Okayama aus Okayama wieder abgegeben. Im April 2022 wechselte er auf Leihbasis zum Erstligisten Shonan Bellmare. Für den Verein aus Hiratsuka stand er einmal auf dem Spielfeld. Nach der Ausleihe wurde er am 1. Februar 2023 fest von Shonan unter Vertrag genommen. In zwei Spielzeiten wurde er sechsmal in der Liga eingesetzt. Im Januar 2025 wechselte er zum ebenfalls in der ersten Liga spielenden Tokyo Verdy.

## Erfolge
Kawasaki Frontale
- Japanischer Ligapokalsieger: 2019